# Digitale signaalverwerking
Digitale signaalverwerking (ook wel Digital Signal Processing of DSP) is het gebruik van digitale verwerking, zoals door computers of meer gespecialiseerde digitale signaalprocessors, om een breed scala aan signaalverwerkingsbewerkingen uit te voeren. De op deze manier verwerkte digitale signalen zijn een reeks monsters of samples van een continu analoog signaal.
Digitale signaalverwerking en analoge signaalverwerking zijn twee verschillende methodes van signaalverwerking. Digitale toepassingen omvatten audio- en spraakverwerking, sonar-, radar- en andere sensorgegevensverwerking, statistische signaalverwerking, digitale beeldverwerking, gegevenscompressie, videocodering, audiocodering, beeldcompressie, signaalverwerking voor telecommunicatie en meer.
De toepassing van digitale berekening op signaalverwerking biedt veel voordelen ten opzichte van analoge verwerking in veel toepassingen, zoals foutdetectie en -correctie en compressie bij gegevensoverdracht. Digitale signaalverwerking is ook fundamenteel voor digitale technologie, zoals digitale telecommunicatie. Digitale signaalverwerking is toepasbaar op zowel een continu binnenkomend signaal als op statische (opgeslagen) data.